# Laurence Haïm
Laurence Haïm (Hebreeuws: לורנס חיים) (Parijs, 14 november 1966) is een Franse journaliste en politica, die de Franse en de Israëlische nationaliteit bezit.

## Levensloop
Haar vader was arts in Parijs.
Ze begon haar loopbaan binnen een Vrije Radio en in de sportafdeling van Europe 1. Vervolgens werkte ze bij France Inter.
In 1986 volbracht ze een stage bij RTL en werd in vaste dienst benoemd door Philippe Labro, met de opdracht zich bezig te houden met de rubrieken People. Ze werd ook assistente van Christine Ockrent.
In 1989 was ze medeoprichtster van het agentschap CAPA en maakte reportages voor verschillende televisiezenders.
In 1992 vestigde ze zich in New York als correspondente voor CAPA en Canal+. In 1999 werd ze supplementair ook correspondente voor I-Télé. In 2001 verliet ze Canal+.
In september 2001 bracht ze uitgebreid verslag uit over de terroristische aanvallen in New York.
Van 2002 tot 2006 werkte ze voor de Amerikaans keten CBS. Samen met Dan Rather verbleef ze al die tijd meestal in Bagdad, maar ook in Israël. Ze versloeg ook de Amerikaanse presidentsverkiezingen van 2004 voor enkele Franse media, en was zeer ontgoocheld toen George W. Bush opnieuw verkozen werd.
In 2006 bracht ze verslag uit voor Canal+ over de affaire-DSK.
In 2008 volgde ze van nabij de campagne van Barack Obama en was de enige Franse journalist die hem exclusief kon interviewen.
Samen met twee journalisten van de Agence France-Presse, vormde ze het trio van Franse geaccrediteerden bij het Witte Huis.
In 2012 kwam ze naar Frankrijk terug. Samen met de fotograaf van Newsweek, Charles Ommanney, maakte ze een serie voor I-Télé over de Franse presidentsverkiezingen van 2012.
Ze vertrok toen opnieuw naar de Verenigde Staten en volgde Barack Obama tijdens de presidentscampagne van 2012 en bleef geaccrediteerd bij het Witte Huis. In 2013 werd ze ook geaccrediteerd bij het Pentagon en werd voorzitter van de vereniging van de buitenlandse pers bij het Witte Huis.
In 2016 volgde ze opnieuw de campagnes voor de Amerikaanse presidentsverkiezingen.
In januari 2017 verliet ze I-Télé en werd lid van de ploeg rond Emmanuel Macron. Ze werd er woordvoerster, maar na enige tijd bleek ze niet meer publiek op te treden. Na de verkiezing van Macron ontstond een discussie, waarbij een krant meldde dat Haïm een ambassadeurspost had opgeëist, waarop de nieuwe president zou geantwoord hebben "Ja, en wat nog?". Haïm loochende dat ze dergelijke eis had gesteld.
In juli 2017 vertrok ze opnieuw naar de Verenigde Staten, om er een tijdje te werken in het instituut voor politieke studies, in Chicago opgericht door Daniel Axelrod, voormalig strateeg voor de presidentsverkiezingen van Barack Obama. Nadien ging ze weer als journaliste werken. In december 2017 werd ze op het Elysée ontvangen door Brigitte Macron.
In de jaren 2020-2023 nam ze vaak deel aan panelgesprekken op LCI. In juli 2023 deelde ze mee niet meer met LCI samen te werken.

## Documentaires
Haïm maakte heel wat documentaires voor televisie, onder meer:
- Human Bombs (2003).
- Fire Island (2006).
- Darfur E.R (2007).
- No Access (2008).
- Full Access (2009).
- Show time (2016), documentaire over Donald Trump en Hillary Clinton.

## Publicaties
- Journal d'une année à part, 11 septembre 2001 - 11 septembre 2002, Parijs, La Martinière Groupe, 2002.
- Les Bombes humaines, Enquête au cœur du conflit israélo-palestinien, Parijs, La Martinière Groupe, 2003.
- Une Française à New-York, Parijs, Robert Laffont, 2007.
- Obama président, Éditions du Moment, 2010, isbn=978-2-35417-088-2.
- Made in France, La présidentielle dans l'œil américain, Parijs, Albin Michel, 2012, isbn=978-2-226-20822-4.

## Voetnoten
1. ↑  « Laurence Haïm - Journaliste à la Maison Blanche », Vellance.com (consulté le 14 janvier 2017).
2. ↑  « Laura Haim, France’s Voice in Crisis », Lloyd Grove, The Daily Beast.com, 25 novembre 2015 (consulté le 14 janvier 2017). Gearchiveerd op 16 januari 2017.